# محمد فتحي فرج
محمد فتحى فرج بيومى أستاذ متفرغ ورئيس قسم علم الحيوان السابق بكلية العلوم، جامعة المنوفيَّة. وأستاذ للفسيولوجيا متفرغ، والوكيل السابق لكليتى العلوم والتربيَّة النوعيَّة بأشمون، جامعة المنوفية، نقيب العلميين السابق بإقليم المنوفية. ولد في العاشر من نوفمبر عام 1952 م وحصل علي بكالوريوس العلوم جامعة القاهرة عام 1975 واتم دراسة الماجيستير في العلوم تخصص علم وظائف الأعضاء (الفسيولوجيا) عام 1983 و نال الدكتوراة في فلسفة العلوم في الفسيولوجيا بالجامعة الحرة بهولندا وجامعة المنوفية عام 1987م.
نشر أكثر من مائة و ثلاثة عشر بحثاً علمياً في مجال تخصصه بالمجلات العلميَّة المحلية والعالمية .

## التأليف والكتابة
ألف وشارك في تأليف أكثر من 32 كتابا، منها علم السموم ومخاطر الملوثات "2007"، دار المعارف، بيولوجيا الحب والزواج "2008"، الدار العربية للكتاب، علاء الدين بن النفيس "2009"، المجلس الأعلى للشئون الإسلامية، العلم والإنسان "2010"، دار المعارف، كما كتب مقدمة كتاب «بواتيق وأنابيب: قصة الكيمياء»، ترجمة أ.د. أحمد زكى رحمه الله "2013"، الهيئة العامة لقصور الثقافة بمصر.
صدر حديثا عن الهيئة المصرية العامة للكتاب كتاب «من قضايا العقاد الفكرية» للدكتور محمد فتحى فرج. ويقول المؤلف في مقدمة الكتاب: «من ليس له ماضٍ فليس له حاضر، ومن ليس له حاضر فليس له مستقبل. لست أدري على وجه اليقين، أين ومتى ولمن قرأت هذه العبارة أو ـ إن شئت الدقة ـ النص الذي يحمل معنى العبارة السابقة. ولكن على أية حال فإنها تحمل معنى جميلا وخطيرا في الوقت ذاته؛ فهو يُبَيِّنُ بشكل واضح وقاطع، أن نهر الحياة يجري في التاريخ متواصلا بغير انقطاع؛ لأنه إذا انقطع تدفقه، فقد يجف الزرع ويهلك الضرع، وفي هذا تهديد للإنسان نفسه، في حياته وبقائه في ساحة الحياة، بل وفي صفحة الخلود.

## النشاط الثقافى
قام المتقدم بنشر مجموعة كبيرة من المقالات الثقافية فى بعض المجلات والدوريات الشهرية والفصلية فى مصر ( مجلات الأزهر ، ومنبر الإسلام ، والثقافة الجديدة ، والهلال ، والعلم وصحيفة الأهرام ، وصحيفة "صوت الأزهر" ، ومجلة إبداع. مجلة الرواية ، ومجلة "أدب ونقد" ومجلة "الفكر المعاصر" ، وغيرها) ، والعالم العربى والإسلامى ( المملكة العربية السعودية : مجلة المنهل ـ مجلة الفيصل العلمى ـ مجلة الفيصل ـ المجلة العربية ـ مجلة جذور) والكويت ( مجلة العربى ، مجلة الوعى الإسلامى. ومجلة الوعى الإسلامى الإلكترونية. مجلة الكويت) والإمارات العربية المتحدة (مجلة منار الإسلام ـ مجلة الرافد ـ مجلة تراث ـ مجلة الرافد الألكترونية) ودولة قطر (مجلة الدوحة) والهند (مجلة الداعى). ومجلة حراء.  
  هذا ، إضافة إلى إلقاء الكثير من المحاضرات العلمية والثقافية فى بعض الجمعيات الأهلية والمراكز الإعلامية والكليات الجامعية.  

## مؤلفات
| م  | الكتاب                                                                          |  | الإصدار | الناشر                                          | عدد الصفحات | ISBN13        |
| -- | ------------------------------------------------------------------------------- |  | ------- | ----------------------------------------------- | ----------- | ------------- |
| 1  | نحن والبيئة: شقاق أم وفاق؟ (مشترك)                                              |  | 1996    | نقابة المهن العلمية بالمنوفية.                  |             |               |
| 2  | موسوعة الحضارة الإسلامية (مشترك)                                                |  | 2005    | المجلس العلى للشئون الإسلامية بالقاهرة.         |             |               |
| 3  | رمضان فى الفكر الدينى المعاصر                                                   |  | 2005    | . المجلس العلى للشئون الإسلامية بالقاهرة.       |             |               |
| 4  | محمود حمدى زقزوق: نصف قرن من العطاء. (مشترك).                                   |  | 2006    | نادى أعضاء هيئة التدريس بجامعة الأزهر بالقاهرة. |             |               |
| 5  | مع القرآن فى شهر رمضان.                                                         |  | 2006    | المجلس العلى للشئون الإسلامية بالقاهرة.         |             |               |
| 6  | علم السموم ومخاطر الملوثات.                                                     |  | 2007    | دار المعارف بمصر.                               |             |               |
| 7  | بيولوجيا الحب والزواج - سلسلة اقرأ (العدد722).                                  |  | 2008    | دار المعارف بمصر.                               |             |               |
| 8  | أساسيات علم وظائف الأعضاء                                                       |  | 2008    | مكتبة الدار العربية للكتاب                      | 284         |               |
| 9  | علاء الدين بن النفيس عالما وطبيبا                                               |  | 2009    | المجلس العلى للشئون الإسلامية بالقاهرة          |             |               |
| 10 | إعجاز القرآن فى الفكر المعاصر. سلسلة كتاب الجمهورية.                            |  | 2010    | دار الجمهورية للصحافة.                          |             |               |
| 11 | العلم والإنسان : مطالعات فى الثقافة العلمية المعاصرة                            |  | 2010    | دار المعارف                                     | 236         |               |
| 12 | الدم: نسيج الحياة المتجدد.                                                      |  | 2011    | دار المعارف بمصر                                |             |               |
| 13 | فرسان الثقافتين: أدباء العلماء                                                  |  | 2011    | الهيئة العامة لقصور الثقافة                     | 222         | 9789777047340 |
| 14 | أعلام أهملهم الإعلام (سلسلة اقرأ، #758)                                         |  | 2012    | دار المعارف                                     | 160         |               |
| 15 | مقدمة كتاب: "قصة الكيمياء" ترجمة د. أحمد زكى.                                   |  | 2013    | الهيئة العامة لقصور الثقافة بمصر.               |             |               |
| 16 | طه حسين وقضايا العصر                                                            |  | 2014    | الهيئة العامة لقصور الثقافة                     | 322         | 9789777047340 |
| 17 | العقاد الذى لا يعرفه كثيرون. .                                                  |  | 2014    | دار الكتب والوثائق المصرية.                     | 220         | 9789771815150 |
| 18 | نفحات رمضانية. سلسلة كتاب الجمهورية.                                            |  | 2014    | دار الجمهورية للصحافة                           |             |               |
| 19 | عبقرية صاحب العبقريات. سلسلة كتاب اليوم.                                        |  | 2015    | دار أخبار اليوم بالقاهرة                        |             |               |
| 20 | قصة التطور                                                                      |  | 2015    | الهيئة العامة لقصور الثقافة                     | 240         | 9789777186247 |
| 21 | فلسفة الصيام بين القرآن والعلم. سلسلة كتاب الهلال.                              |  | 2015    | دار الهلال بالقاهرة                             |             |               |
| 22 | خالد محمد خالد رائدا لتجديد الخطاب الدينى. كتاب اليوم.                          |  | 2016    | دار أخبار اليوم.                                |             |               |
| 23 | الاختلاف وأدبيات الحوار.                                                        |  | 2016    | الهيئة المصرية العامة للكتاب.                   |             |               |
| 24 | اقهر السكر وعش في أمان                                                          |  | 2018    | دار المعارف                                     | 172         |               |
| 25 | كنوز العقاد المجهولة حول الأدب والأدباء                                         |  | 2019    | . قطاع الثقافة بأخبار اليوم                     |             |               |
| 26 | من قضايا العقادالفكرية.                                                         |  | 2021    | الهيئة العامة للكتاب. مصر.                      |             |               |
| 27 | جهازك المناعي.. كيف يدافع عنك؟                                                  |  | 2021    | الهيئة العامة لقصور الثقافة. مصر                |             |               |
| 28 | كيف نهزم فيروس كورونا؟                                                          |  | 2022    | دار المعارف بمصر.                               |             |               |
| 29 | الأوبئة. (مشترك)                                                                |  | 2022    | جامعة مصر للعلوم والتكنولوجيا. مصر.             |             |               |
| 30 | كامل الكيلاني كاتبًا ورائدًا لأدب الطفل.                                          |  | 2024    | الهيئة العامة لقصور الثقافة. مصر                |             |               |
| 31 | تقريب المفاهيم الطبية في القانون لابن سينا: من جهود الدكتور محمد فوزي جاب الله. |  | 2025    | جامعة مصر للعلوم والتكنولوجيا. مصر.             |             |               |
| 32 | من تراث العقاد في مجلة الرسالة (جزءان) _تحت الطبع_                              |  | 2025    | الهيئة المصرية العامة للكتاب                    |             |               |

## الجوائز
حصل علي العديد من الجوائز العلمية والأدبية منها:
1-     حصل علي جائزة جائزة التميز العلمى لجامعة المنوفية :أستاذ مُتميِّز فى العلوم البيولوجية في العام الجامعي1999.
2-     حصل على درع جامعة المنوفية للتميز الإدارى بوصفه وكيل لكلية العلوم لمدة ثلاث سنوات عام 2004.
3-     دروع وشهادات تقدير من جامعات القاهرة وجنوب الوادى والمنيا وأسيوط للإشراف على النشاط الطلابى المتميز فى الفنون.
4-     جائزة اللواء الدكتور أنور زهران للثقافة العلمية فى العلوم الأساسية للعام 2010.
5-     جائزة التأليف العلمى لجامعة المنوفية فى العام 2011 عن كتاب : " أساسيات علم وظائف الأعضاء".
6-     حصل على جائزة المستشار الدكتور محمد شوقى الفنجرى عن بحث بعنوان: "أدب الاختلاف فى المنظور الإسلامى" ، للعام 2013.
7-     جائزة النور الخالد للمجلس الأعلى للشئون الإسلامية بالقاهرة بالاشتراك مع مجلة "حراء" للعام 2013.
8- جائزة خدمة اللغة العربية مقدمه من مركز تحقق التراث العربي بجامعة مصر للعلوم والتكنولوجيا 2023
9-     حصل على جائزة المستشار الدكتور محمد شوقى الفنجرى عن بحث بعنوان: "تجديد الخطاب الدعوي والاصلاحي في منهج الشيخ الشعراوي". للعام 2024.

## عضوية الجمعيات والمنظمات العلمية والنقابية
1-     عضو الجمعية المصرية لعلم الحيوان.
2-     عضو الجمعية المصرية للكيمياء الحيوية.
3-     عضو اتحاد البيولوجيين العرب.
4-      عضو الجمعية المصرية الألمانية لعلم الحيوان منذ إنشائها وحتى الآن.
5-     عضوية جمعية السموم المصرية0
6-     مدير تحرير المجلة العلمية - لكلية العلوم جامعة المنوفية منذ عام 1991 وحتى عام 2004.
7-     نقيب العلميين بإقليم المنوفية فى الفترة من عام 2001 إلى عام 2011.

## الزيارات العلمية والأشراف المشترك
1-    الجامعة الحرة بأمستردام بهولندا حيث درست بها لمدة عامين ( بنظام الإشراف المشترك يناير 1985 ـ ديسمبر 1986).
2-     المشاركة ببحث فى مؤتمر الجامعة الحرة بأمستردام (هولندا) عام 1986.
3-     المشاركة ببحث فى مؤتمر جامعة ليل بمدينة ليل (بفرنسا) عام 1986.
4-     السفر فى مهمة علمية فى معهد الأمراض الكحولية التابع لجامعة هلسنكى بفنلندا فى الفترة من سبتمبر 1997 حتى فبراير 1998.
5-     فتح قناة إشراف مشترك بين مصر واستراليا عام 2000 تمكن من خلالها الدارس من الحصول على درجة الدكتوراه فى فلسفة العلوم.
6-      أستاذ زائر بجامعة غرب استراليا بمدينة بيرث ، استراليا عام 2001.
7-     جامعة حلب بسوريا ( مشارك ببحث فى مؤتمر) 2001 0
8-     جامعتى درسدن ـ دسلدورف ( مشارك ببحثين فى مؤتمر ) 2007 .
9-     المشاركة ببحث فى مؤتمر علمى بتركيا فى العام 2012.
10- المشاركة فى عدد كبير من المؤتمرات العلمية فى مصر منذ عام 1988 وحتى الآن.